# Ben Lomond, Kalifornien
Ben Lomond är en ort (CDP) i Santa Cruz County, i delstaten Kalifornien, USA. Enligt United States Census Bureau har orten en folkmängd på 6 234 invånare (2010) och en landarea på 21,7 km².